# Ђурађ Зрилић
Ђурађ Зрилић (Пламенице, код Кључа, 1917 — Подбукови, код Ужица, 3. мај 1944), учесник Народноослободилачке борбе и народни херој Југославије.

## Биографија
Рођен је 1917. године у селу Пламенице код Кључа, у сиромашној сељачкој породици. До Другог светског рата углавном се бавио земљорадњом. У Југословенској војсци служио је у артиљерији. После одслужења рока, био је унапређен у чин поднаредника.
Када је, јула 1941. године, у Босанској крајини почео оружани устанак, Ђурађ је ступио у партизане. Од тада, до формирања Седме крајишке бригаде, борио се у западној Босни. Био је борац Седме крајишке бригаде од њеног формирања, 27. децембра 1942, до краја јуна 1943. године. Учествовао је у борбама бригаде на терену Мањаче и око Јајца.
Са бригадом је учествовао у борбама током Четврте непријатељске офанзиве, попут одбрамбених борби Пете крајишке дивизије на правцу Сански Мост—Босански Петровац, вођења маневарске одбране на правцу Бања Лука–Јајце–Прозор–Рама током фазе померања Главне оперативне групе и Централне болнице Врховног штаба НОВЈ према Неретви. У време офанзиве пролетерских бригада с Неретве на исток, бригада је била заштитница снага које су наступале правцем Главатичево—Калиновик—Дрина, а притом је учествовала у разбијању јаких четничких и италијанских снага на сектору Челебића и четника на Сињајевини.
У почетку Пете непријатељске офанзиве, бригада је водила борбе код Колашина, у Горњој Морачи, а затим на Јаворку Пивском. У периоду од 6. до 9. јуна, после преласка Сутјеске, бригада је учествовала у борбама код Кошура и на Зеленгори.
У време противофанзиве Групе дивизија у источној Босни, Зрилић је био рањен код Стамболчића. Тиме је био завршен његов ратни пут у Седмој крајишкој бригади, у којој је био борац и командант чете.
Као рањеник, ступио је у Другу пролетерску бригаду. У овој јединици првобитно је био борац. Првих дана јануара 1944, постао је командант Треће чете Четвртог батаљона Друге пролетерске бригаде. Тих дана бригада је водила борбе на Златибору, Голији, Мучњу и око Ивањице. Поновном појавом партизана у Србији, непријатељске снаге су се ангажовале против њих. У борби на Бијелим брдима, око комуникације Прибој—Доње Вардиште, Зрилић је с десетином цео сат задржавао око 500 непријатељских војника. Маневришући и избегавајући опкољавање, сачувао је положај док није стигло појачање.
Крајем фебруара 1944. године, Врховни штаб је од Друге пролетерске и Пете крајишке дивизије образовао Ударну групу и наредио јој да продре у Топлицу и Јабланицу. Крајем марта, ове јединице су избиле на Ибар, али нису успеле да га пређу, па су се повукле према Ивањици. Неколико дана после тога, Друга пролетерска бригада упућена је у Драгачево, да тамо, заједно са Четвртом црногорском бригадом, разбије четнике. Тамо су се налазили четници из целе југозападне Србије, а делом и из Шумадије, којима је командовао Драгољуб Михаиловић, чија се Врховна команда налазила у Гучи.
Најјача борба с овом четничком групацијом вођена је код села Каоне, на планини Јелици. Борба је почела 8. априла 1944. године ујутро, а завршила се касно у ноћ. У овој борби посебно се истакла Зрилићева чета, која је у првом нападу заузела положаје. Непријатељ је у противнападу вратио положаје, те је Зрилић након извршеног осмог напада увече обавестио Штаб батаљона да је отпор четника разбијен и да их чета гони према Каони. Било је заробљено око 20 четника и мала количина муниције и оружја.
Трећег маја 1944, Четврти батаљон Друге пролетерске бригаде спустио се с Гојчевице ка селу Подбукови, избивши на комуникацију Косјерић—Ваљево, где су их Немци и четници дочекали митраљеском ватром. Током битке, Зрилић је био погођен из тенковског топа и рањен у ноге. Након што су му два друга повезали рањене ноге, Зрилић се мало подигао ослањајући се на носила, али га је убио непријатељски рафал.
Указом Президијума Народне скупштине Федеративне Народне Републике Југославије, 20. децембра 1951. године, проглашен је за народног хероја.